# یون یونسن (بازیکن فوتبال)
یون یونسن (نروژی: John Johnsen; ۱۷ مارس ۱۸۹۵ – ۲ فوریهٔ ۱۹۶۹) بازیکن فوتبال اهل نروژ بود.
از باشگاه‌هایی که در آن بازی کرده‌است می‌توان به باشگاه فوتبال بران اشاره کرد.
وی همچنین در تیم ملی فوتبال نروژ بازی کرده‌است.